# Матвеев, Иван Романович
Ива́н Рома́нович Матве́ев (укр. Іван Романович Матвєєв) (1915 — 22.12.1963) — бригадир колхоза имени Молотова Ружичнянского района Каменец-Подольской области Украинской ССР, Герой Социалистического Труда.

## Биография
Родился в 1915 (по другим данным — в 1917) году в селе Книжковцы Летичевского уезда Подольской губернии. Украинец. В 1929 году окончил семилетнюю школу в селе Книжковцы.
В 1930-х годах служил в рядах Красной Армии.
После Великой Отечественной войны работал бригадиром колхоза имени Молотова Ружичнянского района Каменец-Подольской области Украинской ССР.
В 1947 году бригада И. Р. Матвеева получила урожай пшеницы 30,23 центнера с гектара на площади 19 гектаров.
Указом Президиума Верховного Совета СССР от 16 февраля 1948 года за получение высоких урожаев пшеницы, ржи, кукурузы и сахарной свёклы при выполнении колхозом обязательных поставок и натуроплаты за работу МТС в 1947 году и обеспеченности семенами зерновых культур для весеннего сева 1948 года, Матвееву Ивану Романовичу присвоено звание Героя Социалистического Труда с вручением ордена Ленина (16.02.1948) и золотой медали «Серп и Молот».
В 1948 году заболел туберкулёзом и прекратил свою трудовую деятельность.
Жил в селе Книжковцы Ружичнянского района Каменец-Подольской (с 1954 года — Хмельницкой) области (в 1981 году село вошло в состав города Хмельницкий). Умер 22 декабря 1963 года.